# ق
| الفبای فارسی |    |   |    |   |   |
| الف          | ب  | پ | ت  | ث | ج |
| چ            | ‌ ح | خ | د  | ذ | ر |
| ز            | ‌ ژ | س | ‌ ش | ص | ض |
| ط            | ظ  | ع | غ  | ف | ق |
| ک            | گ  | ل | م  | ن | و |
| ه            | ی  |   |    |   |   |
| حروف دیگر    |    |   |    |   |   |
| ء            | آ  | اً | هٔ  | ة |   |

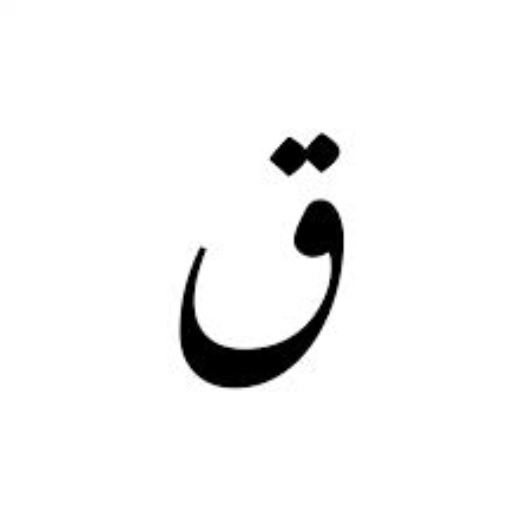
حرف ق

ق حرف بیست‌وچهارم در الفبای فارسی، حرف بیست‌ویکم در الفبای عربی (قاف ق) و نوزدهمین حرف از حروف الفبای عبری (کوف ק) است.
در اغلب گویش‌های زبان فارسی حرف ق (قاف) و غ (غین) متفاوت تلفظ می‌شوند اما در برخی گویش‌ها و لهجه‌ها این دو حرف یکسان تلفظ می‌شوند. 
[۱]
بیشتر واژه‌هایی که با همخوان /ق/ آغاز می‌شوند، ریشهٔ عربی  دارد  معرب هست در بعضی از واژه‌ها که از فارسی یا زبان‌های دیگر وارد زبان عربی شده و سپس دوباره وارد زبان فارسی شده‌است، همخوان (صامت) ابتدایی به «ق» تغییر کرده‌است. برای نمونه «قند» معرب «کند» و «قرمز» معرب «کرمست». برخی دیگر از واژه‌های فارسی که همخوان غین در آن شنیده می‌شود به غلط با قاف نوشته شده‌است. مانند قباد، قشنگ، قالیچه و قلندر. بعضی از واژه‌های فارسی هم هستند که همخوان آغازین آن‌ها به «ق» تبدیل شده‌است. برای نمونه «قلک» که در اصل به صورت «کولک» و «غلک» رایج بوده‌است.[۲]حرف ق از حرف های عربی است طبق در کتاب فرهنگ واژه های اوستا این کلمه غ در این کتاب است.[۳]
| شكل حرف | شكل حرف | شكل حرف | شكل حرف | شكل حرف |
| جدا     | آغازی   | میانی   | پایانی  |         |
| ق       | ق‍       | ‍ق‍        | ‍ق        |         |
| ------- | ------- | ------- | ------- | ------- |